# Méthode McKenzie

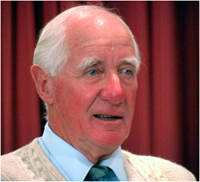
Robin Anthony McKenzie

La méthode McKenzie ou diagnostic et thérapie mécanique (MDT pour l'anglais : Mechanical Diagnosis and Therapy) est une méthode de rééducation de l'appareil locomoteur mise au point à la fin des années 1950 par le kinésithérapeute Néo-Zélandais Robin Anthony McKenzie (1931–2013).
C'est une approche pragmatique répondant aux exigences de la médecine fondée sur les faits (EBM). La caractéristique du Diagnostic Mécanique est l'utilisation d'un algorithme clinique hypothético-déductif. Le diagnostic mécanique repose sur un interrogatoire orienté sur le comportement mécanique des symptômes et sur un examen physique.
Lors de l'examen physique, l'attention est portée sur les modifications en matière de douleur, d'amplitude orthopédique, de force ou de fonction après l'application de mouvements répétés, de posture, ou de mobilisation. Les symptômes sont testés systématiquement avant et après chaque mise en contrainte jusqu'à la découverte d'une contrainte optimale.
La priorité est donnée au niveau de force minimal (utilisation de manipulation en dernier ressort) et à l'autonomie du patient. L'autonomie du patient est favorisée dès la première consultation par la recherche d'un exercice réalisable de façon autonome et apportant un soulagement rapide et durable. La méthode McKenzie utilise prioritairement l'auto-traitement, et minimise les manipulations de la part du kinésithérapeute, celui-ci n'intervenant manuellement que si le programme d'auto-traitement n'a pas été totalement efficace.
La méthode MDT ne catégorise pas les symptômes sur des bases anatomiques,,, mais les classe en sous-groupes selon la présentation clinique des patients.

## Historique
Le physiothérapeute néo-zélandais Robin McKenzie a développé cette méthode depuis les années 1950,. Il lance le concept en 1981 sous le nom de « MDT », un système englobant l'évaluation, le diagnostic et le traitement de la colonne vertébrale et des membres.
Fondé en 1957 en Nouvelle-Zélande, l’Institut McKenzie International est chargé de diffuser et de promouvoir les principes de la méthode énoncée par Robin McKenzie à travers la marque protégée McKenzie Method of Mechanical Diagnosis and Therapy ou MDT.
L’Institut possède 28 antennes dans plusieurs régions du monde et développe des programmes de formation dans 40 pays.
L'International MDT Research Foundation, basée aux États-Unis, finance des recherches pour montrer l'efficacité et le champ d'action de la méthode McKenzie.

## Méthode diagnostic et raisonnement clinique[9],[10]
La première étape d'une consultation MDT consiste en un interrogatoire mécanique spécifique. Il est demandé au patient les évolutions des symptômes en fonction des activités, gestes, postures et heures de la journée.
Puis le physiothérapeute choisi des marqueurs cliniques. Les marqueurs sont les points de repères cliniques qui permettent de qualifier une réponse symptomatique. Un marqueur est un geste, un mouvement ou une posture (de préférence fonctionnel et signifiant pour le patient) qui révèle de façon claire et reproductible les symptômes du patient (douleur, perte d'amplitude, perte de force, perte de fonction).
Les marqueurs sont testés systématiquement avant et après l'application d'une contrainte mécanique.
C'est l'évolution avant-après des marqueurs qui permet de qualifier une réponse symptomatique : Mieux, Empiré, Sans Effet, Pas Empiré, Pas Mieux.
Les contraintes mécaniques sont testées progressivement et prudemment en progression des forces jusqu'à atteindre une réponse nette : Mieux, Empiré (ou Sans Effet après application d'une contrainte maximale).
Un niveau de force supérieur est appliqué si et seulement si la réponse est inchangée (Sans Effet, Pas Mieux, Pas Empiré). La progression des forces commence par des mouvements répétés de milieu puis de fin d'amplitude effectués par le patient seul. Si les marqueurs sont inchangés, il est appliqué un niveau de force supérieur : une surpression par le patient puis par le kinésithérapeute et enfin une mobilisation/manipulation.
Le MDT utilise peu de tests cliniques ou de palpations (parce que peu fiable). Pour établir un diagnostic mécanique, seule la réponse symptomatique est prise en compte.
Cette méthode d'examen clinique a fait ses preuves en matière de fiabilité ,,,,,, et d'utilité diagnostic ,.

## Classification par syndromes
L'examen clinique amène à une classification par syndrome : syndrome de dérangement en cas de changement rapide et durable, syndrome de dysfonction, syndrome postural ou autre (si pas de classification possible).

### Syndrome de dérangement
S'il est trouvé durant l'examen une contrainte mécanique (une série mouvement, une posture ou une mobilisation) qui améliore rapidement et durablement le patient, le diagnostic mécanique est un syndrome de dérangement. La direction d'application de la contrainte mécanique qui a abouti à  cette amélioration est appelée préférence directionnelle.
Conceptuellement, un syndrome de dérangement revient à dire que "quelque chose n'est pas en place". Dans ce cas, l'objectif du traitement mécanique est de réduire le dérangement puis d'obtenir une stabilité.
Le traitement mécanique prescrit consiste en une répétition pluriquotidienne d'exercices dans la préférence directionnelle (mouvements répétés, postures).
Le pragmatisme du traitement mécanique (principe de parcimonie des hypothèses) repose sur le fait qu'il est attendu que la répétition très régulière de l'exercice qui a soulagé rapidement et durablement le patient lors de l'examen amène à un soulagement complet.
Afin de pérenniser les résultats, il est parfois nécessaire de changer les habitudes posturales et gestuelles dans le sens de la préférence directionnelle. De même, en cas de déficit musculaire, un renforcement peut être proposé. Enfin, une fois le dérangement réduit et stabilisé, il est préconisé une exposition graduelle aux mouvements allant dans une direction opposée à la préférence directionnelle.

#### Réponse paradoxale
Lors d'une série de mouvements dans la préférence directionnelle, il est possible d'observer une augmentation des symptômes lors des premières répétitions du mouvement avant une régression à la fin de la série. C'est cette augmentation initiale qui est appelée réponse paradoxale : le mouvement qui améliore rapidement et durablement commence par augmenter les symptômes avant de soulager.

#### Phénomène de centralisation
Le phénomène de centralisation a une importance diagnostique cruciale,. En cas de dérangement de la colonne vertébrale, il est souvent observé une modification de la localisation des symptômes à la suite de l'application d'une contrainte mécanique dans la préférence directionnelle. La centralisation est le déplacement des symptômes vers la colonne ; une apparition ou augmentation de symptômes centraux associée à une diminution des symptômes les plus distaux. La présence d'un phénomène de centralisation signe une origine discale des symptômes. Une revue de littérature scientifique de 2012 a établi que la centralisation lombaire est de meilleur pronostic en matière de douleur, d'incapacité à court et long terme, et de probabilité d'avoir recours à une chirurgie dans l'année. Cette revue de littérature montre que le phénomène de centralisation est fréquent puisqu'il est retrouvé chez 74 % des patients atteints de lombalgie aiguë, 50 % subaiguë et 40 % de lombalgie chronique.

### Syndrome de dysfonction
Il est diagnostiqué un syndrome de dysfonction lorsqu'il n’apparaît aucune préférence directionnelle lors de l'examen. La réponse symptomatique est systématisée, les symptômes sont produits ou augmentés pendant la mise en contrainte et inchangés par la suite. Un syndrome de dysfonction signe la présence d'un tissu pathologique qu'il s'agit alors de remodeler par une mise en contrainte graduelle.
On distingue deux types de dysfonctions. La dysfonction articulaire lorsque les symptômes sont reproduits durant la mise en contrainte d'une articulation et la dysfonction contractile quand les symptômes sont reproduits lors d'une mise en contrainte de l'appareil contractile (muscle, tendon).

## Efficacité
Une étude sur l'efficacité de la méthode McKenzie appliquée au traitement de la lombalgie a montré que les résultats obtenus ne permettent pas de retrouver une supériorité de cette méthode de diagnostic et thérapie mécanique dans la lombalgie aiguë, malgré une baisse significative de l’intensité de la douleur, mais pas sur les incapacités. Sur la lombalgie chronique, la MDT est plus efficace pour réduire la douleur et les incapacités, comparée aux autres techniques de rééducation, mais n’est pas plus efficace que la thérapie manuelle, les exercices ou l’éducation.
Une autre étude a montré que pour la lombalgie chronique, la méthode Mckenzie de diagnostic et thérapie mécanique n'est pas plus efficace que les autres méthodes traditionnelles de physiothérapie pour réduire la douleur et l'incapacité.
Une méta-analyse Cochrane du 5 avril 2023 suggère que cette méthode ne présente pas d'efficacité significative dans la réduction des symptômes et des complications de la lombalgie sub-aïgue. Ces résultats sont de niveau de preuve faible à très faible d'après la conclusion des auteurs.